# Povilas
Povilas ist ein litauischer männlicher Vorname (abgeleitet von Paul).

## Ableitungen
- Pavilionis
- Povilaitis
- Poviliūnas
- Povilionis

## Personen
- Povilas Aksomaitis (1938–2004),  Politiker,  Mitglied des Seimas
- Povilas Brazaitis (1879–1947), Jurist und Politiker, Vizejustizminister
- Povilas Čukinas (* 1983), Basketballspieler
- Povilas Gylys (* 1948), Ökonom und Politiker
- Povilas Isoda (* 1988), Politiker, Bürgermeister von Marijampolė
- Povilas Jakučionis (1932–2022), Politiker, Mitglied des Seimas
- Povilas Katilius (* 1935),  Politiker, Mitglied des Seimas
- Povilas Lukšys (* 1979), Fußballspieler, Stürmer
- Povilas Mačiulis (* 1986), Politiker, Vizebürgermeister von Kaunas
- Povilas Pakėnas (* vor 1965), Schachspieler und Gewerkschafter
- Povilas Plechavičius (1890–1973), General
- Povilas Tautvaišas (1916–1980), Schachspieler
- Povilas Urbšys (* 1962), Politiker, Mitglied des Seimas
- Povilas Vanagas (* 1970), Eiskunstläufer
- Povilas Vadopalas (1945–2025), Politiker, Bürgermeister von Panevėžys
- Povilas Vaitonis (1911–1983), Schachspieler
- Povilas Varanauskas (* 1941), Politiker, Mitglied des Seimas
- Povilas Vasiliauskas (* 1953), Politiker,  Bürgermeister von Klaipėda
- Povilas Žagunis (*  1952), Politiker, Bürgermeister der Rajongemeinde Panevėžys

Zwischenname
- Vytenis Povilas Andriukaitis (* 1951), Arzt und Politiker
- Petras Povilas Čėsna (* 1945), Manager und Politiker
- Kęstutis Povilas Paukštys (1940–2013), Politiker, Mitglied des Seimas
- Algimantas Povilas Tauras (* 1933), Politiker, Mitglied des Seimas
- Konstantinas Povilas Valuckas (* 1943), Onkologe und Professor